# Нортамберленд (Нью-Гемпшир)
Нортамберленд (англ. Northumberland) — місто (англ. town) в США, в окрузі Коос штату Нью-Гемпшир. Населення — 2126 осіб (2020).

## Демографія
Згідно з переписом 2010 року, у місті мешкало 2288 осіб у 984 домогосподарствах у складі 644 родин. Було 1121 помешкання
Расовий склад населення:
| - 98,5 % — білих - 0,1 % — корінних американців - 0,1 % — чорних або афроамериканців - 0,1 % — азіатів |

До двох чи більше рас належало 1,0 %. Частка іспаномовних становила 0,7 % від усіх жителів.
За віковим діапазоном населення розподілялося таким чином: 21,2 % — особи молодші 18 років, 61,9 % — особи у віці 18—64 років, 16,9 % — особи у віці 65 років та старші. Медіана віку мешканця становила 44,3 року. На 100 осіб жіночої статі у місті припадало 100,0 чоловіків;  на 100 жінок у віці від 18 років та старших — 99,8 чоловіків також старших 18 років.
Середній дохід на одне домашнє господарство  становив 52 121 долар США (медіана — 39 823), а середній дохід на одну сім'ю — 63 293 долари (медіана — 58 125). Медіана доходів становила 37 500 доларів для чоловіків та 30 039 доларів для жінок. За межею бідності перебувало 8,3 % осіб, у тому числі 8,1 % дітей у віці до 18 років та 7,9 % осіб у віці 65 років та старших.
Цивільне працевлаштоване населення становило 1165 осіб. Основні галузі зайнятості: освіта, охорона здоров'я та соціальна допомога — 24,5 %, роздрібна торгівля — 17,5 %, мистецтво, розваги та відпочинок — 13,1 %, транспорт — 9,9 %.